# 高温岩体地熱発電

1. 貯水池 2. ポンプ室 3. 熱交換器
4. タービン室 5. 産出井 6. 注入井
7. 地域暖房用温水 8. 多孔質堆積物
9. 観測井 10. 結晶質岩盤

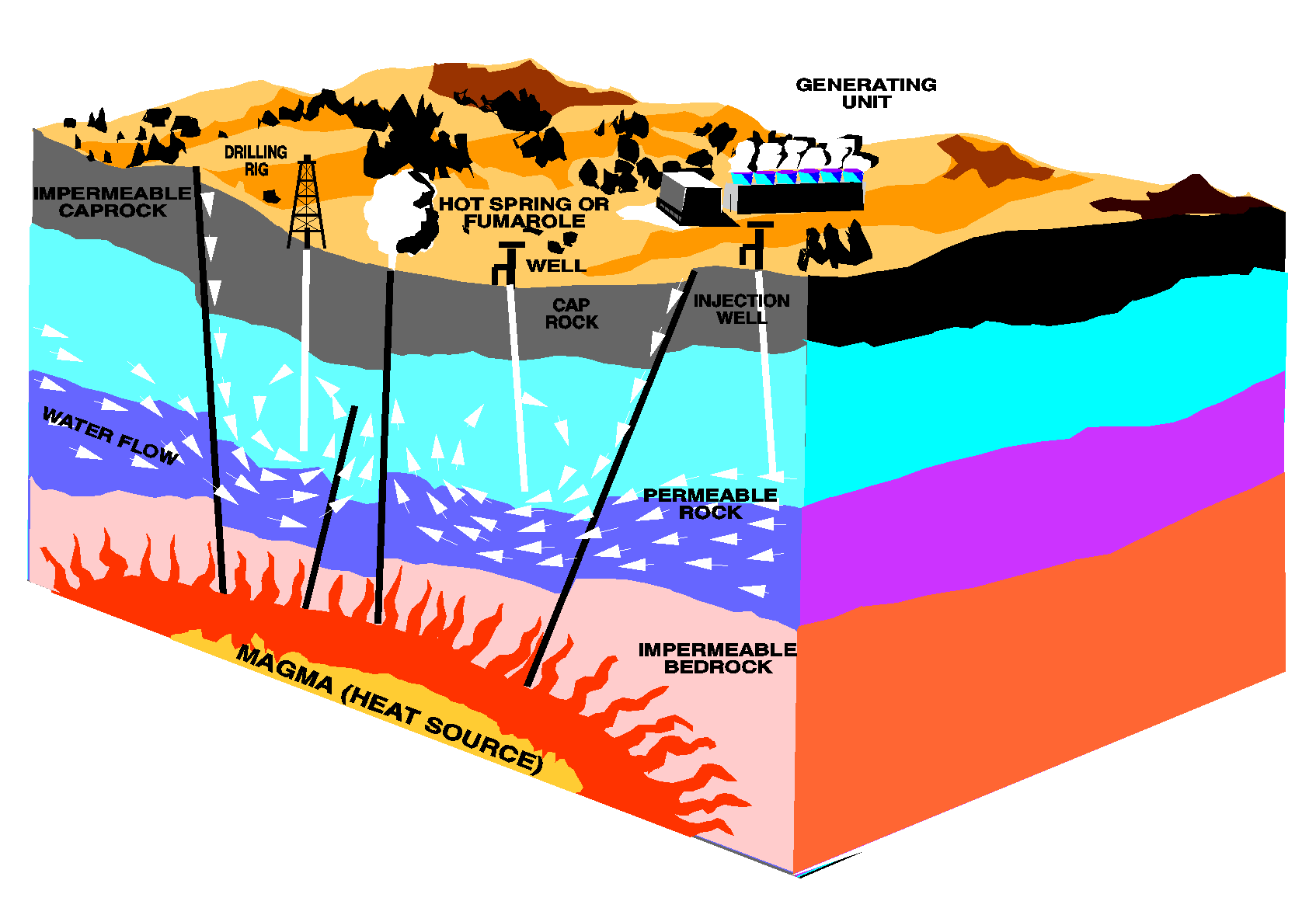
様々な地熱エネルギー

高温岩体地熱発電（こうおんがんたいちねつはつでん）または高温岩体発電（こうおんがんたいはつでん）は、従来の地熱発電における地熱貯留層より大深度にある高温の岩体を利用する地熱発電である。略称はHDR (hot dry rock geothermal power)。強化地熱システム（増進型地熱システムとも。Enhanced Geothermal System、EGS）のひとつである。

## 概要
従来の地熱発電で利用している地熱貯留層よりも、深度が大きく、より高温の岩体を利用する。従来の地熱発電がすでに地下に貯留層として存在する熱水を利用するのに対し、高温岩体は一般に透水性が低く十分な熱水が蓄えられないため、高温岩体を水圧破砕して水を送り込み、熱水の貯留層を人工的に造成することで蒸気や熱水を得る。地熱利用の機会を拡大する技術として期待されている。生産された蒸気・熱エネルギーの利用については従来の地熱発電と同じく、主に地熱によって生成された水蒸気により発電機の蒸気タービンを回すことにより電力を得る。
既存の温水資源を利用せず温泉などとも競合しにくい技術とされ、日本においては38GW (38,000MW) 以上（大型発電所40基弱に相当）におよぶ資源量が利用可能と見られている。従来の地熱発電と同様に、クリーンエネルギーとして、ウランや石油等の枯渇性エネルギーの価格高騰や地球温暖化への対策手法となることから、エネルギー安全保障の観点からも各国で利用拡大が図られつつある。太陽からの熱・光などのエネルギーに由来しない発電方法のひとつでもある。現在の技術ならばコストも9.0円/kWhまで低減する可能性が指摘されている。2008年には、googleがベンチャー企業等に1000万ドルを出資して話題になった。
一方、「地震の誘発」と「注入水の確保困難」が課題として指摘されている。また、注入した水の回収率は80%以上でなければ実用化に影響が出るとされている。

## 高温岩体発電の事例

### 日本
日本では、NEDOが肘折地区で1985年から、電力中央研究所が雄勝地区で1989年から、それぞれ高温岩体発電実験を行ったが、いずれも2002年に終了している。

### アメリカ
アメリカにおいては、セントラルオレゴンのニューベリー火山において2010年から実証プロジェクトが行われた。2014年には9,500m3の注水が行われ、透水性の改善等が確認されている。

### オーストラリア
オーストラリアでは、南部のクーパー盆地やパララナ等で高温岩体発電技術の実証事業が行われたが、商用段階には至らなかった。

### スイス
スイス・バーゼルでのプロジェクトでは、2006年12月から水圧破砕を行ったが、小地震が頻発した。そのため、注水量を大幅に下げ、さらに送水を停止したが、M3.4の地震が発生し、約900万ドルの物的損害が発生した。そこで、プロジェクトは中断され、バーゼル市とスイス連邦政府による評価委員会において今後の地震発生リスクについて検討を行った結果、最大M4.5 程度の誘発地震の可能性が指摘されたため、プロジェクトは2009年に中止された。開発企業の社長は刑事訴追されたが、無罪となった。